# Andrew Watson
Andrew Watson (ur. 24 maja 1856 w Demerarze, zm. 8 marca 1921 w Londynie) – piłkarz szkocki, uważany za pierwszego czarnoskórego piłkarza, który wystąpił w reprezentacji narodowej. W latach 1881–1882 trzykrotnie zagrał w reprezentacji Szkocji. Występował na pozycji obrońcy.

## Kariera klubowa
Watson rozpoczął piłkarską karierę w wieku 19 lat i początkowo występował w klubach z Glasgow – Maxwell i Pargrove. W 1880 roku wstąpił do uważanego wówczas za jednego z najsilniejszych zespołów w Wielkiej Brytanii – Queen’s Park; był również sekretarzem klubu.
W 1882 został pierwszym czarnoskórym piłkarzem, który zagrał w meczu o Puchar Anglii, reprezentując barwy London Swifts. Dwa lata później był pierwszym piłkarzem spoza Anglii, który został zaproszony do występów w renomowanym klubie Corinthians. W połowie lat osiemdziesiątych XIX wieku przeniósł się do Liverpoolu, gdzie pracował w przemyśle maszynowym i występował w lokalnym klubie Bootle.

## Kariera reprezentacyjna
12 marca 1881 roku na Kennington Oval Watson po raz pierwszy wystąpił w reprezentacji Szkocji w meczu przeciwko Anglii; był kapitanem zespołu. W sumie w narodowym zespole zagrał 3 razy. Po przejściu do angielskiego klubu London Swifts, nie wystąpił w kadrze, gdyż Związek Piłkarski powoływał jedynie piłkarzy reprezentujących barwy szkockich klubów.

### Mecze w reprezentacji
| Lp. | Data          | Miejsce                 | Mecz             | Wynik | Rozgrywki       |
| --- | ------------- | ----------------------- | ---------------- | ----- | --------------- |
| 1.  | 12 marca 1881 | Kennington Oval, Londyn | Anglia – Szkocja | 1:6   | mecz towarzyski |
| 2.  | 14 marca 1881 | Acton Park, Wrexham     | Walia – Szkocja  | 1:5   | mecz towarzyski |
| 3.  | 11 marca 1882 | Hampden Park, Glasgow   | Szkocja – Anglia | 5:1   | mecz towarzyski |

## Okres po zakończeniu kariery
W 1887 roku, jako piłkarz Queen’s Park, zakończył karierę piłkarską.
Po zakończeniu piłkarskiej kariery Watson wyemigrował do Sydney, choć inne źródła podają, że wyjechał do Bombaju, gdzie zmarł ok. 1902 roku.